# بنجامين فرانكلين غيلبرت
بنجامين فرانكلين غيلبرت (بالإنجليزية: Benjamin Franklin Gilbert)‏ هو سياسي أمريكي، ولد في 1841، وتوفي في 1907.